# Phthaloylchlorid
Phthaloylchlorid ist eine chemische Verbindung aus der Gruppe der aromatischen Carbonsäurechloride. Sie ist das Disäurechlorid der Phthalsäure.

## Gewinnung und Darstellung
Phthaloylchlorid kann durch Reaktion von Phthalsäureanhydrid mit Phosphorpentachlorid gewonnen werden.

## Eigenschaften
Phthaloylchlorid ist eine farblose ölige Flüssigkeit, die sich in Wasser und Ethanol zersetzt. Die Verbindung kann bei Friedel-Crafts-Acylierung von Hydrochinonen eingesetzt werden, wobei 1,4-Dihydroxyanthrachinone entstehen. Amine können mit Hilfe von Phthaloyldichlorid mit der Phthaloylgruppe geschützt werden.

## Verwendung
Phthaloylchlorid wird zur Herstellung von Weichmachern, Kunstharzen und anderen organischen Verbindungen verwendet. Es wird zum Beispiel für die Umwandlung von Säuren in Säurechloride und von Anhydriden in Bis-Säurechloride eingesetzt.